# Cyprian z Antiochii
Cyprian z Antiochii (zm. w 304 w Nikomedii) – biskup Antiochii Pizydyjskiej, męczennik, święty katolicki i prawosławny. 

## Żywot
Cyprian, niezwykle uzdolniony, szybko przyswoił sobie szkolną wiedzę. Młodość spędził na wędrówkach. Dwa lata przebywał na Olimpie. Przewędrował całą Grecję. Dłuższy czas spędził w Egipcie i Chaldei, starożytnych ośrodkach wiedzy tajemnej. Ostatecznie osiedlił się w Antiochii Pizydyjskiej i tam zajął się czarnoksięstwem. W Antiochii poznał piękną dziewczynę o imieniu Justyna i zakochał się w niej. Kiedy próbował ją zdobyć, okazało się, że Justyna jest chrześcijanką. Zamiast mu ulec, ona sama pozyskała Cypriana dla Chrystusa. Wkrótce potem Cyprian został wyświęcony na biskupa Antiochii. Poniósł śmierć męczeńską wraz z Justyną w 304 roku w Nikomedii za panowania cesarza Dioklecjana.

## Przekaz
Historię Cypriana znał już Grzegorz z Nazjanzu, który w 379 roku wygłosił mowę ku czci świętego Cypriana z Kartaginy, włączając w nią opowieść o studiach Cypriana w zakresie sztuk magicznych i jego nawróceniu dzięki świętej Justynie i łącząc obydwie postaci świętych. Około 440 roku mowę Grzegorza przerobiła na poemat wierszem Eudoksja, żona cesarza Teodozjusza II. Do upowszechnienia opowieści przyczynili się Focjusz (IX w.) i Symeon Metafrastes (X w.). Opowieść była poddawana rozmaitym przeróbkom w średniowieczu. Literackie zwieńczenie znalazła najpierw w Czarnoksiężniku Calderóna, a następnie w Fauście Goethego.
Cyprian i Justyna znajdują się w martyrologium rzymskim pod datą 26 września, a w synaksariach wschodnich pod dniem 2 i 4 października.